# ديدان مروحية
الديدان المروحية (الاسم العلمي: Serpulidae) هي فصيلة من الديدان الحلقية الأنبوبية موضعية الحركة من طائفة كثيرات الأشعار. يختلف أفراد هذه الفصيلة عن ديدان منفضة الغبار [الإنجليزية] الأخرى في أن لديهم غطاءً خاص يغلق مدخل أنابيبها عندما تنسحب إلى الأنابيب. بالإضافة إلى أن أنابيب الديدان المروحية من كربونات الكالسيوم. وتعد الديدان المروحية من أكثر المعدنات الحيوية أهمية بين الديدان الحلقية. يوجد حوالي 300 نوع معروف من فصيلة الديدان المروحية، كلها تعيشن في المياه المالحة ما عدا واحد منها. أقدم الديدان المروحية معروف من العصر البرمي (من مرحلة الووردي إلى اللوبنجي).